# جيري كوين (لاعب كرة قدم)
جيري كوين (بالإنجليزية: Gerry Queen)‏ (15 يناير 1945 بغلاسكو في المملكة المتحدة - ) هو لاعب كرة قدم بريطاني في مركز الهجوم. لعب مع كريستال بالاس ونادي سانت ميرين ونادي كيلمارنوك ونادي ليتون أورينت.

## وصلات خارجية
- جيري كوين على موقع قاعدة بيانات كرة القدم.إي يو (الإنجليزية)